# Cejkov
Cejkov es un municipio del distrito de Trebišov en la región de Košice, Eslovaquia, con una población estimada, a finales del año 2020, de 1175 habitantes. 
Se encuentra ubicado al este de la región, en la cuenca hidrográfica del río Ondava (afluente del río Bodrog que, a su vez, lo es del Tisza), y cerca de la frontera con la región de Prešov y Hungría.

## Demografía
| Año        | 1994 | 2004    | 2014    | 2024    |
| ---------- | ---- | ------- | ------- | ------- |
| Población  | 1217 | 1206    | 1157    | 1127    |
| Diferencia |      | −0,90 % | −4,06 % | −2,59 % |

| Año        | 2023 | 2024    |
| ---------- | ---- | ------- |
| Población  | 1138 | 1127    |
| Diferencia |      | −0,96 % |